# Виноградовский консервный завод
Виноградовский консервный завод — предприятие пищевой промышленности в городе Виноградов Закарпатской области Украины.

## История
Виноградовский плодоконсервный завод был создан в 1946 году (на базе ранее существовавшего здесь цеха по производству уксусной кислоты) в соответствии с четвёртым пятилетним планом восстановления и развития народного хозяйства СССР.
В соответствии с 7-м пятилетним планом развития народного хозяйства СССР началось расширение и техническое перевооружение завода. В 1962 году было завершено строительство нового консервного цеха мощностью 5 млн. банок консервов в год, также было установлено оборудование, полученное с заводов РСФСР, Молдавской ССР, Грузинской ССР и Венгерской Народной Республики (по программе производственной кооперации стран СЭВ).
По состоянию на начало 1969 года консервный завод являлся крупным предприятием пищевой промышленности, численность постоянных рабочих составляла 486 человек (а в сезон переработки продукции достигало 900 - 1000 человек). Перечень продукции в это время включал 110 видов консервов, креплёных вин и безалкогольных напитков.
В целом, в советское время завод входил в число ведущих предприятий города.
После провозглашения независимости Украины государственное предприятие было преобразовано в открытое акционерное общество.